# Lal Kunwar
Lal Kunwar, död efter 1713, var en indisk kurtisan. Hon var ursprungligen en nautch-dansös innan hon hamnade i mogulharemet, där hon blev favorit och sedan gift med mogulkejsaren Djahandar Shah. Hon utövade ett stort inflytande över stormogulen, och hennes ställning ledde till att hennes manliga släktingar fick ämbeten vid hovet. Hennes inflytande var allmänt ogillat och bidrog till de skandalhistorier som gav stormogulen dåligt rykte. 